# Samuel Smiles
Samuel Smiles (23. prosinec 1812 Haddington – 16. duben 1904 Londýn) byl skotský spisovatel, esejista, kazatel, lékař a politický reformátor. Ačkoli vedl kampaň pro platformu chartistů, prohlásil, že více pokroku pocházelo z nových přístupů a názorů, než z nových zákonů. Ve svém vrcholném díle, Self-Help z roku 1859 (česky vyšlo jako Vlastní silou, 1877), prosazoval šetrnost a tvrdil, že chudoba je způsobena převážně nezodpovědnými návyky a zároveň útočí na materialismus a vlády typu „Laissez faire". Tato kniha byla označena za „bibli středového Viktoriánského liberalismu” a přinesla Smilesovi popularitu doslova „přes noc".

## Raný život a vzdělávání
Smiles se narodil v Haddingtonu, ve východním Lothianu, ve Skotsku a byl synem Janet Wilsonové z Dalkeith a Samuela Smiles z Haddingtonu. Byl jedním z jedenácti přeživších dětí. Zatímco jeho rodinní příslušníci byli přísně reformovaní presbyteriáni, on tuto víru nepraktikoval. Studoval na místní škole, kterou ukončil ve věku 14 let. Stal se učněm u doktora Robert Lewinse. Díky tomu v roce 1829 začal studovat medicínu na Edinburské univerzitě. Během studií se začal zajímat o politiku a stal se silným zastáncem Josepha Humeho (22. leden 1777 – 20. únor 1855), skotského lékaře a člena uskupení Radicals, v anglickém parlamentu. V tomto období se nakazil plicní nemocí a jeho otec mu doporučil léčbu u moře, přesněji dlouhou námořní plavbu.
Jeho otec zemřel na epidemii cholery v roce 1832. Smiles pokračoval ve studiu, ve kterém jej podporovala jeho matka. Ta měla malou živnost, obchod se smíšeným zbožím, který se jmenoval „Lord will provide". Její příklad, jak neustále pracovala pro sebe a své děti, silně ovlivnil jeho budoucí život. Vyvinul se u něj tolerantní postoj, který byl někdy v rozporu s názorem jeho reformovaných presbyteriánských předků.

## Kariéra jako kampaň
V roce 1837 psal články pro Edinburgh Weekly Chronicle (česky Edinburskou týdenní kroniku) a noviny Leeds Times, v rámci kampaně za parlamentní reformu. V listopadu 1838 bylo Smilesovi nabídnuto, aby se stal editorem novin Leeds Times, on tuto nabídku přijal a redaktorem byl do roku 1842.
V květnu 1840 se Smiles stal se tajemníkem Leedské parlamentní reformní asociace (anglicky Leeds Parliamentary Reform Association). Tato organizace podporovala šest základních cílů Chartistů: 1) všeobecné volební právo pro všechny muže nad 21 let; 2) volební obvody stejné velikosti; 3) hlasování tajným hlasováním; 4) aby se poslanci mohli ucházet o křesla v parlamentu, 5) možnost být zvolen ve volbách, 6) placená funkce poslance v parlamentu.
Jako redaktor Leeds Times prosazoval radikální reformy, od volebních práv žen až po volný obchod a parlamentní reformu. Koncem roku 1840 byl Smiles znepokojený děním kolem Chartistů, zejména přístupem Fearguse O'Connora (18. červenec 1796 – 30. srpen 1855) a George Juliana Harneye (17. únor 1817 – 9. prosinec 1897). Ačkoli to vypadalo, že s nimi souhlasil, tvrdil, že aktuální taktika hnutí byla neefektivní: „pouhá politická reforma nevyléčí mnohá zla, která nyní postihují společnost."
Dne 7. prosince 1843 se oženil s Sarah Ann Holmes, v Dixonu, v Leedsu. Spolu měli tři dcery a dva syny.
V roce 1845 odešel z Leeds Times a stal se sekretářem nově založené společnosti Leeds & Thirsk Railway. V roce 1954 začal pracovat pro South Eastern Railway.
V roce 1850 ukončil své zájmy v parlamentu a rozhodl se, že self-help je nejdůležitější směr pro jeho reformy. V 1859 vydal knihu Self-Help s příklady charakteru a chování (anglicky Self-Help; with Illustrations of Character and Conduct).
Smiles psal články pro magazín Quarterly. V článku o železnicích doporučoval, že železnice by měly být znárodněny, a že cestující v třetí třídě by měli mít zvýhodněné jízdné. V roce 1861 Smiles publikoval článek v Quarterly, který pojmenoval Příjmy dělníků, úspory a stávky (anglicky Workers Earnings, Savings, and Strikes).

Tvrdil, že chudoba byla v mnoha případech způsobena obvyklou improvizací:
Časy velké prosperity, ve kterých jsou mzdy na nejvyšší úrovni a mlýny běží na plný výkon, nejsou časy, ve kterých by se ústavy mechaniky (anglicky Mechanics' Institutes) a školy rozvíjely, ale časy, kdy hospodští a prodejci piva prosperují a bohatnou ... Dělník vydělávající od 50 šilinků do 60 šilinků za týden (tedy více než průměrná mzda bankovních úředníků), byl spokojen s obýváním mizerného bytu s jedním pokojem ve špatné čtvrti, jedna místnost sloužící jako salon, kuchyň a ložnice pro celou rodinu, která se skládala z manžela, manželky, čtyř synů, dvou koček a psa. Byla dotázána nezaujatá osoba: „Myslíte si, že by tato rodina nebyla schopna získat lepší bydlení, nebo byla jen nešetrná k penězům?" Odpovědí bylo: „Byli nešetrní k penězům." 
V roce 1866 se Smiles se stal prezidentem společnosti National Provident Institution, ze které odešel v roce 1871, poté co byl stižen silnou mozkovou mrtvicí. Z té se zotavil, naučil se znovu číst a psát.

## Dílo
V roce 1875 byla vydána jeho kniha Thrift (česky vyšlo jako Základ blahobytu, 1890). V ní napsal, že „Na bohatství neexistuje žádný nárok. Vulgární je ten, kdo obdivuje bohaté pro jejich bohatství." Tvrdil, že zákon „Poor Law Amendment Act 1834", který měl nahradit tzv. Starý zákon o chudobě z doby vlády Alžběty I., byl: „jedním z nejcennějších, který byla zařazen do knihy zákonů moderní doby". Byl kritikem laissez-faire:
Když vypukne tyfus[nepřesný odkaz] nebo cholera, řeknou nám, že Nikdo není vinen. To hrozné slovo Nikdo! Jak často je odpovědí: Nejvíce neštěstí na světě způsobí Nikdo. Nikdo nešidí jídlo. Nikdo nepančuje alkohol. Nikdo nedodává závadnou vodu. Nikdo nerozšířil infekci ve slepých uličkách a na špinavých cestách. Nikdo neopouští města. Nikdo neplní kriminály, věznicích a nápravných zařízeních. Nikdo není pytlák, zloděj a opilce. Nikdo, to slovo nemá ani teorii, žádnou teorii. Nikdo je ztělesněn jen dvěma slovy—Laissez faire—Nechte to být. Když byli lidé v Paříži otráveni sádrou, která byla přimíchána do mouky. „Nechte to být", bylo odpovědí. Když byla Cocculus indicus použita do piva místo chmele. a muži pak umírali, bylo snadné říct: „Nikdo to neudělal." Nechte pracovat ty, kteří mohou zjistit, kdy byli jiní podvedeni: Caveat emptor. Když lidé žijí v nedůstojných obydlích, nechte je. Nechte ubohost dělat svou práci, nezasahujte do práce Smrtky.
V roce 1877 byla vyšla kniha A Boy's Voyage Round the World, pro kterou byly základem dopisy, které Smiles napsal ze své námořní plavby, stejně jako deník, který si vedl o své cestě do Austrálie a Ameriky mezi únorem 1869 a březnem 1871.

V roce 1881 tvrdil:
Práce je namáhavá a zisk z ní je pomalý. Někteří lidé se rozhodnou žít z práce druhých a od okamžiku, kdy realizují toto rozhodnutí, se stanou nepřáteli společnosti. Není časté, že nouze dohání muže k zločinu. V devíti případech z deseti, to nebyla volba z nutnosti. Morální zbabělost je vystavena na veřejnosti, stejně jako v soukromém životě. Snobismus se neomezuje jen na lísání se k bohatý, ale je také často zobrazován v trápení chudých ... Teď, když „masy“ vykonávají politickou moc, je v nich stále větší tendence planout, lichotit, a neříkat nic, než jen uhlazená prázdná slova. Jim jsou připočítány ctnostmi, o kterých nevědí, že je sami mají. Ve snaze získat jejich přízeň, souhlasí se s jejich názory, jejichž realizace je zhola nemožná. Populární agitátor musí potěšit toho, koho oslovuje, a je vždy velmi potěšující, že naše vlastní já nám říká, že za to, čím trpíme, je vinen někdo jiný. Zřídkakdy se u těchto řečníků objevuje názor, že ti, které oslovují, jsou vinni za to, že trpí, nebo že zneužívají prostředky, které jsou v jejich dosahu, k získání štěstí ... Kapitalista je přece člověk, který neutrácí vše, co vydělal. 

## Pozdější život, smrt a potomci

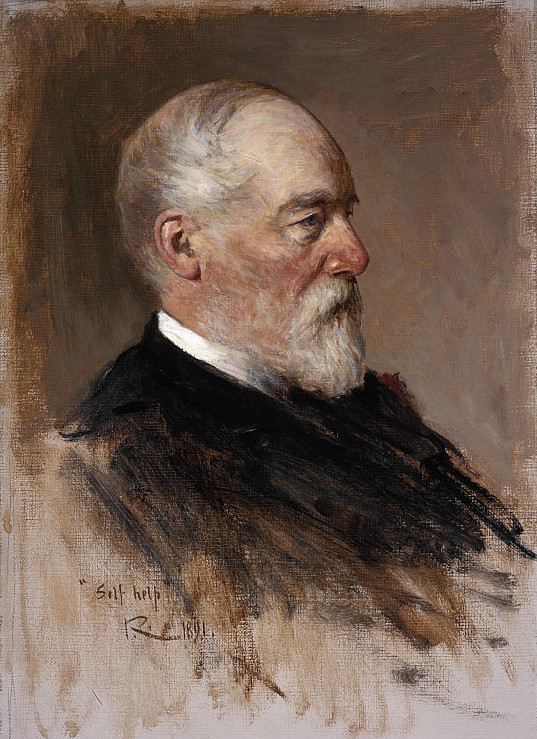
Samuel Smiles (1812–1904). Portrét z roku 1891, od Sira George Reida (1841–1913).

Sir George Reid (31. říjen 1841 – 9. únor 1913) byl pověřen namalováním Smilesova portrétu, ten byl dokončený v roce 1877 a nyní ve sbírce Národní galerie v Londýně. Kopie některých jeho rukopisů byly v archivech Rady východního Lothianu (anglicky East Lothian Council).
Když se v roce 1892 William Gladstone vrátil v plné síle do politiky a stal se opět ministerským předsedou, představil tzv. druhý návrh zákona ustanovujícího irskou samosprávu, Smiles napsal synovi do Ulsteru: „Nepobuřuj se. Zachovej klid, i když vidíš své jméno mezi agitátory. Tvůj dopis je děsivě alarmující. Gladstone se dostal k moci a nyní jsme ohroženi občanskou válkou. To nemůže být výsledek dobrého státnictví. Přesto tam jsou liberální členové, kteří fandí tomuto maniakovi. Bohužel, bohužel pro liberalismus! Musím ti dát šest měsíců na to, abys stáhl mé půjčky, které jsem poskytl společnosti B.R. Co., protože to málo peněz co mám, chci mít pro manželku a děti, ne pro vyzbrojování Ulsterských".
Smiles napsal Lucy Smilesové v roce 1893: „Ten zákon je špatný. Jsem docela zděšen tím strašným psem, státníkem uvádějícím lidi v omyl a vtahování země do chaosu. Nechápu, proč tak mnoho lidí v této části Británie následuje tohoto maniaka, jdou za ním jako stádo ovcí. Je to prostě přepínání sebevědomí. Běda! Bohužel pro liberalismus!"
Dne 16. dubna 1904, Samuel Smiles zemřel v Kensingtonu, a byl pohřben na Bromptonském hřbitově. Krátce před jeho smrtí mu bylo nabídnuto povýšení do šlechtického stavu, ale on to údajně odmítl.
Mezi jeho vnoučata patřili: Sir Walter Smiles (8. listopad 1883 – 31. leden 1953), člen Ulsterské unionistické strany (anglicky Ulster Unionist Party). Z této rodové větvě byl také Smilesův pra-pravnuk, Bear Grylls, známý dobrodruh.

## Self-Help
Počátky jeho nejslavnější knihy, Self-Help, měly základ v projevu, který pronesl v březnu 1845, v reakci na žádost Společnosti pro vzájemné zdokonalování (anglicky Mutual Improvement Society), který byl publikován později jako článek Vzdělávání pro pracující třídy (anglicky The Education of the Working Classes):
Nemohl bych si to myslet, protože jsem se zmínil o jednotlivcích, kteří se díky sebevzdělávání (anglicky self-education) dostali z chudoby na sociální vrchol, a dokonce získali bohatství, to jsou hlavní témata, na které se máte zaměřit. To by byl velký omyl: Znalost je sama o sobě jedním z nejvyšších požitků člověka. Neznalý člověk prochází světem pasívně ke všem potěšením, kromě vlastních pudů ... Každá lidská bytost má velké poslání, má v sobě rozvíjet vznešení schopnosti, může dokázat mnoho ve svém životě. Člověk by měl by mít prostředky ke vzdělávání, a úsilí ke svobodnému vykonávání jeho díla jako božského úkolu.
Nakladatelství Routledge, které bylo založeno v roce 1851, v roce 1855 odmítlo vydání jeho knihy Self-Help. O dvacet let později, když Smiles seděl vedle George Routledga (23. září 1812 – 13. prosinec 1888), při společenské večeři, Routledg se jej zeptal: „A kdy, Dr. Smilesi, budeme mít čest vydat některou z Vašich knih?", Smiles mu odpověděl ve smyslu, že pan Routledg už měl tu čest odmítnout jeho knihu Self-Help. Vydavatelství John Murray bylo ochotno vydat Self-Help, ale požadovalo 50% ze zisku. Smiles to odmítl. V 1859, Smiles vydal Self-Help, s tím, že si zachoval autorská práva a vydavatelství John Murray nechal 10% z komisního prodeje. Během jednoho roku se prodalo 20 000 výtisků. Do doby Smilesovy smrti v roce 1904 se prodalo přes čtvrt milionu výtisků. Kniha Self-Help přinesla Smilesovi popularitu, a doslova „přes noc" se stal předním expertem v této oblasti a vyhledávám konzultantem. Smilesovy názory se náhle staly módními a on byl ohromen popularitou, např. když byl zván k pokládce základních kamenů, když měl být portrétně malován, nebo předávat ceny osiřelým dětem a hovořit na různých setkáních klubů a spolků, vč. společenských platforem. Prostý člověk by byl s tímto statusem spokojen, ale on to nepřijal. Měl svou práci ... Jeho povinnost se nezaměřovala na nějakou konkrétní veřejnou platformu ... Jeho práce byla v jeho kanceláři.

## KnihaConduct(rukopis)
Smiles zamýšlel v roce 1896 vydat knihu s titulem Conduct. Předložil ji svému vydavateli, ale sir John Murray IV. (1851–1928) knihu odmítl publikovat. V roce 1898 bylo vydání knihy opět zamítnuto.
Po jeho smrti, v roce 1904, byl rukopis této knihy nalezen v jeho psacím stole. Na radu Johna Murraye, byl zničen. Nebylo doloženo, zda existovala kopie rukopisu.

## Odkaz

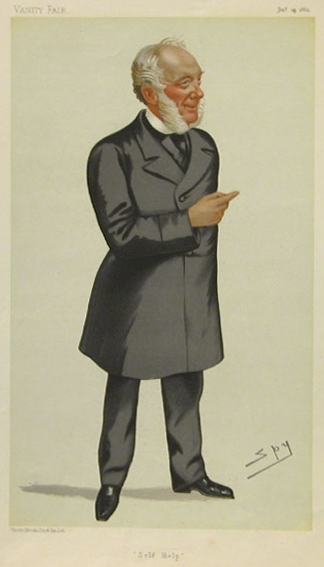
Karikatura Samuela Smilese, v magazínu Vanity Fair, ze dne 14. ledna 1882, u článku s titulkem Self-Help. Autorem kresby byl britský portrétista a karikaturista Leslie Ward (1851–1922), známý pod pseudonymem „Spy", „Drawl".

Dílo Self-Help, bylo nazýváno „bibli středového Viktoriánského liberalismu“ a přineslo Smilesovi popularitu doslova „přes noc".
Liberální poslanec anglického parlamentu John Arthur Roebuck (28. prosinec 1802 – 30. listopad 1879), v roce 1862 označil Smilesovo dílo Workmen's Earnings, Strikes and Savings jako „velmi pozoruhodnou knihu" a během svých proslovů z ní citoval některé pasáže.
George Bernard Shaw, ve svém díle Fabian Essays in Socialism (1889), nazval Smilese „moderním Plutarchem”.
Americký inspirativní spisovatel Orison Swett Marden (1848–1924) byl inspirován Samuelem Smilesem, když v mládí četl knihu Self-Help. O desetiletí později napsal Pushing to the Front (1894) a stal se profesionálním autorem.
Koncem 19. století a počátkem 20. století došlo ke vzestupu nového Liberalismu, keynesiánské ekonomiky a socialismu, na které zhlížel s nedůvěrou. Noví liberální ekonomové jako John A. Hobson (6. červenec 1858 – 1. duben 1940) a Albert F. Mummery ve svém díle Physiology of Industry (1889), tvrdili, že úspory mají za následek nedostatečnou výtěžnost kapitálu a využívání práce během deprese. John Maynard Keynes ve svém díle General Theory of Employment, Interest and Money (1936) se pokoušel nahradit klasickou ekonomii za liberální.
V roce 1905, William Boyd Carpenter (26. březen 1841 – 26. říjen 1918), biskup z Riponu, oceňoval práci Smilese: „Biskup řekl, že si všiml malé tendence v některých čtvrtích, kdy dochází k znevažování životní energie, o které se najednou tak silně přemýšlelo. Vzpomněl si na dílo Self-Help, od Samuela Smilese, který před 40 nebo 50 lety přednášel v Leedsu a povzbuzoval mladé muže, aby se zapojili do sebezdokonalování. Jeho knihy byly čteny s mimořádným zájmem, vznikla škola, která učila o existenci krásna, ale dělala pro jeho uvedení v život málo. Ta škola zneuctila šetrnost, nevěnovala velkou pozornost povaze a snad ani přílišné pozornosti k povinnostem."
Poslanec anglického parlamentu, David Grenfell (16. červen 1881 – 21. listopad 1968), v rozpravě Transitional Payments (Determination of Need) Bill prohlásil, že návrh zákona z roku 1932 „nediskriminoval neohroženost, nečinnost a plýtvání, ale byl proti pracovitým, šetrným lidem, který musel zaplatit vysokou cenu". Ministr práce pokutoval lidi za soběstačnost. Pohrdal Samuelem Smilesem a všemi jeho pracemi."
Liberál Ernest Benn (25. červen 1875 – 17. leden 1954) se v roce 1949 odvolával na Smilese, když vyzdvihoval soběstačnost.
V roce 1962, ředitel Britského institutu managementu (anglicky British Institute of Management), John Marsh, řekl že mladí muži, kteří začali pracovat v průmyslu potřebovali smysl pro práci a povinnost; musí se stát „muži charakteru, kteří vědí, jak se správně chovat ve fázích úspěchu“; musí mít sebevědomí v myšlení a chování: „Je to tedy to, co by jím mělo být sděleno dílem Samuela Smilese“.
Liberální ekonom Friedrich Hayek v roce 1976 napsal, že Smiles a jemu podobní, kteří obhajovali svobodné podnikání, v něm později viděli ohrožení pro tržní hospodářství, a že jediná obrana proti němu je tlak široké veřejnosti. Že se svobodné podnikání do značné míry stalo základem sebeúcty podnikatele, často mu dává pocit sebedůvěry, který pak u něj vyvolává větší popularitu.

## Dílo (knižní)

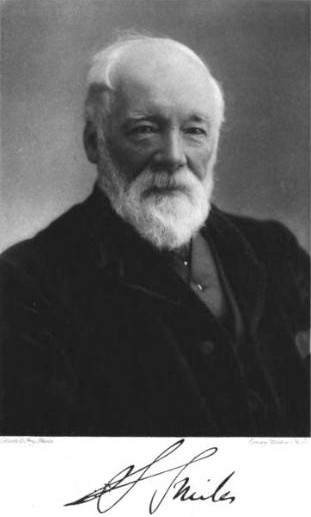
Fotografie spisovatele Samuela Smiles, na titulní stránce knihy The Autobiography of Samuel Smiles, LLD

### Knihy osobnostního rozvoje
- Self-Help, 1859, česky vyšlo jako Vlastní silou, 1877
- Character, 1871, česky vyšlo jako Karakter, 1876
- Thrift, 1875, česky vyšlo jako Základ blahobytu, 1890
- Duty, 1880
- Life and Labour, 1887, česky vyšlo jako Moudrost života, 1918

### Biografická díla
- The Life of George Stephenson, 1857
- The Story of The Life of George Stephenson, Londýn, 1859 (viz výše)
- Brief biographies, Boston, 1860 (článek byl vytištěn v periodicích, jako např. Quarterly Review)
- Lives of the Engineers, 5 svazků, Londýn, 1862
  - Svazek 1, Early engineers – James Brindley, Sir Cornelius Vermuyden, Sir Hugh Myddleton, John Perry
  - Svazek 2, Harbours, Lighthouses and Bridges – John Smeaton a John Rennie (1761–1821)
  - Svazek 3, History of Roads – John Metcalf and Thomas Telford
  - Svazek 4, The Steam Engine – Boulton and Watt
  - Svazek 5, The Locomotive – George Stephenson a Robert Stephenson
- Industrial Biography, 1863 – obsahovala životopisy např. Andrew Yarranton, Benjamin Huntsman, Dud Dudley, Henry Maudslay, Joseph Clement, a dalších
- Vol 4 Boulton and Watt, 1865
- The Huguenots: Their Settlements, Churches and Industries in England and Ireland, 1867
- The Huguenots in France. 1870
- Lives of the Engineers, nová edice svazku 5, s životopisy Boultona a Watta, 1874
- Life of a Scotch Naturalist: Thomas Edward, 1875
- George Moore, Merchant and Philanthropist, 1878
- Robert Dick, Baker of Thurso, Geologist and Botanist, 1878
- Men of Invention and Industry, 1884
  - Phineas Pett, Francis Pettit Smith, John Harrison, John Lombe, William Murdoch, Frederick Koenig, The Walter family of The Times, William Clowes, Charles Bianconi, a kapitoly o průmyslu v Irsku, loděnicích v Belfastu, astronomech a dalších studentech
- James Nasmyth, engineer, an autobiography, editor Samuel Smiles, 1885
- A Publisher and his Friends. Memoir and Correspondence of the Late, John Murray, 1891
- Jacques Jasmin, Barber, poet, Philanthropist, 1891
- Josiah Wedgwood, his Personal History, 1894
- The Autobiography of Samuel Smiles, LLD, editor Thomas Mackay, 1905, New York[34]

Růst průmyslové archeologie a obecné historie v Británii, od roku 1960 do současnosti, umožnil opětovné vydání mnoha titulů, jejich seznam je dostupný na internetu, např. na Project Gutenberg.

## Připisované citáty
- „Národové sbírají se ze světnic dětských, a ti, kteří v rukou drží vodítka dětská, mohou působiti větší mocí než oni, kteří v rukou mají otěže vlády.“
- „Úspěch si vykračuje v patách opravdového úsilí."
- „Tajemství jak si udržet dobrou mysl, spočívá v návyku neznepokojovat se hloupostmi a v umění vážit si i malých radostí."
- „Práce je jedním z nejlepších vychovatelů charakteru."
- „Domov je pravou školou zdvořilosti, která má v ženě nejpraktičtějšího učitele."[36]
- „Lenivost rozesívá srdce lidstva a pohlcuje ho jako hroudu železa."
- „Člověka je možné poznat podle knih, které čte."
- „Pohodlí dělá z lidí děti, těžkosti z nich formují muže."
- „Pouhá politická reforma nevyléčí mnohá zla, která nyní postihují společnost. Vyžaduje to sociální reformu, domácí reformu, individuální reformu."[37]
- „Dobré činy nám dávají sílu a inspirují dobré činy v jiných.“[38]
- „Místo pro všechno a všechno na svém místě.“[39]
- „Nic není běžnější než energie v peněžní podobě, která je zcela nezávislá čemkoliv vyšším, než jen na akumulaci. Člověk, který pronásleduje peníze tělem i duší, sotva dokáže zbohatnout. Tohle dělá jen velmi málo lidí, utrácí méně, než vydělají, přidávají guineji ke guineji, odkládají a ukládají, a jejich hora zlata se bude pomalu navyšovat."[40]
- „Žádný zákon, jakkoli by byl přísný, nemůže udělat z nečinnosti pracovitost, bezstarostnou prozřetelnost nebo opilého střízlivého.“[41]
- „Nebe (Bůh) pomáhá těm, kteří si pomáhají sami“, to je osvědčená zásada, která v malém měřítku ztělesňuje výsledky obrovské lidské zkušenosti. Duch svépomoci je kořenem veškerého skutečného růstu jedince, a je to ukázáno na příkladech mnoha lidí, toto představuje pravý zdroj národní hrdosti a síly. Pomoc zvenčí je často oslabující ve svých účincích, ale pomoc zevnitř je neustále doplňována. Co se stane člověku nebo společenské třídě, do jisté míry odráží podněty a nutnost pracovat pro sebe; a tam, kde jsou lidé vystaveni přílišnému vedení a péči vlády, je nevyhnutelné, že se stanou bezmocným a závislými."[42]
- „Největším otrokem není ten, kdo je ovládán despotou, i když to je také špatné, ale ten, kdo je ve svém nitru vystaven své vlastní morální nevědomosti, sobectví a zlozvyku.“[41]
- „Zasej myšlenku a sklidíš čin; Zasej čin a sklidíš zvyk. Zasej zvyk a sklízíš charakter. Zasej charakter a sklidíš osud."[43]
- „Myšlenka, že ženy budou přebírat pracovní místa mužům a budou z nich námořníci, vojáci, chirurgové či právníci, nestojí za vážné přemýšlení."
- „Tajemství udržet si veselou mysl,“ tvrdí Samuel Smiles, „spočívá v umění neznepokojovat se hloupostmi a v tom, že si vážíme i malých radostí.“[44]